# QRH
Сборник оперативной информации (QRH англ. Quick Reference Handbook или СОИ) — технический документ из состава документации по летной эксплуатации воздушного судна (ВС), выпускаемый в формате контрольных карт, удобном для использования в кабине лётного экипажа и указывающем в краткой и наглядной форме правила действий членов экипажа в полёте, в том числе в особых ситуациях, а также наиболее важную информацию о лётно-технических характеристиках и эксплуатационных ограничениях ВС.

## Формат
Ранее QRH выпускался в виде книги (буклета) удобного для использования в полёте формата. В настоящее время карты QRH обычно включают в данные электронного полётного планшета. QRH содержит часто используемую и критичную по времени доступа информацию о правилах действий лётного экипажа и условиях выполнения полёта.

## Использование
Контрольные карты QRH читаются по команде командира ВС одним из членов экипажа (в двучленных экипажах карту читает не пилотирующий пилот). Читается один пункт карты, на который следует ответ от ответственного члена экипажа. Зачитывать следующий пункт карты без получения ответа на предыдущий — запрещено.
— Герметизация?
— Сбросил, разгерметизировал.
— Аккумуляторы?
— 24, две зелёные горят.
— ВСУ?
— Запускаю……выход на режим, обороты 99, генераторы включил. норма.
— Генераторы?
— Выключаю… один, два, три, внимание экипаж — выключаю четвёртый… перешёл на ВСУ, параметры в норме.
— Экипаж внимание, выключаю двигатели, записать выбег…
— Левый …сек, правый …сек… ППО отключились нормально, питание от ВСУ.
— Подключить наземное, выключить ВСУ…
— Наземное левая сеть 28, выключаю ВСУ.
— Отключить магнитофон, МСРП. Всем спасибо.